# زبان سانتالی
زبان سانتالی (সাঁওতালি) زبانی از شاخه موندای خانواده زبان‌های آستروآسیایی است.
این زبان در کشورهای هند، بنگلادش، نپال، بوتان تکلم می‌شود، زبان سانتالی در سال ۲۰۱۱ میلادی ۷٬۳۶۸٬۱۹۲ نفر گویشور دارد.

## تاریخچه
تا پیش از قرن نوزدهم زبان سانتالی هیچ اثر مکتوبی نداشت و فقط سینه به سینه از نسلی به نسل بعد منتقل می‌شد تا اینکه علاقه اروپایی‌ها به زبان‌های هند سبب شد آثاری از این زبان ثبت شود.